# Nemdžung
Nemdžung (také známá jako Nemjung a Himlung Himal) je hora v Nepálu v pohoří Himálaj vysoká 7140 m. Nachází se přibližně 150 kilometrů severozápadně od nepálského hlavního města Káthmándú a asi 25 km severozápadně od osmitisícového vrcholu Manáslu.